# Hearthstone
Hearthstone è un videogioco di carte collezionabili del 2014, sviluppato e pubblicato da Blizzard Entertainment per PC e smartphone.
Annunciato per la prima volta nel marzo del 2013, il gioco è entrato in fase di closed beta nel mese di agosto per poi passare alla open beta nel gennaio del 2014 stato infine distribuito ufficialmente l'11 marzo 2014.
Il nome Hearthstone deriva da un iconico oggetto, la Pietra del Ritorno (in inglese appunto Hearthstone), presente nel videogioco World of Warcraft (2004). Questo oggetto, quando usato, fa tornare il proprio personaggio nella locanda associata alla pietra.

## Modalità di gioco
Hearthstone è un gioco di carte collezionabili a turni in cui i giocatori utilizzano un mazzo di trenta carte, creato dalla propria collezione di carte, per sfidare altri giocatori, completare missioni giornaliere e avanzare nella classifica mensile.

### Le partite
Una partita si svolge tra due giocatori e i loro rispettivi mazzi. È possibile trovare un avversario tramite il servizio di ricerca di Battle.net oppure sfidare direttamente un proprio amico presente nella propria lista di contatti.
Ogni giocatore è rappresentato da un eroe, il quale inizia la partita con 30 punti salute. Per vincere la partita è necessario portare a zero la salute dell'eroe avversario utilizzando le proprie carte.
Quando inizia la partita, il sistema determina casualmente quale dei due giocatori inizierà per primo. Chi inizia per primo parte con 3 carte, mentre il secondo, per compensare lo svantaggio, parte con 4 carte più una carta speciale che fornisce un cristallo di mana aggiuntivo nel turno in cui è giocata. All'inizio di ogni proprio turno i giocatori pescano una carta dal proprio mazzo. Possono essere giocate solo le carte che si hanno in mano. Quando si ha già il numero massimo di carte in mano (10), se se ne pescano altre queste vengono mostrate ad entrambi i giocatori e distrutte.
Il ritmo delle partite è strutturato attorno alla risorsa principale di gioco: i cristalli di mana. Ogni carta ha un costo ad essa associato (da 0 a 10 mana o anche più sfruttando l'effetto di carte speciali) e può essere giocata solo se si è in possesso dei cristalli necessari. All'inizio del proprio turno i cristalli precedentemente usati vengono resi disponibili (quando vengono usati i cristalli non vengono persi, ma diventano semplicemente inattivi) e si ottiene un cristallo aggiuntivo; al primo turno i giocatori partono con un solo cristallo fino a raggiungere il massimo numero (10 cristalli) al decimo turno.

### Modalità
Non appena avviato il gioco si accede aI Tutorial, un percorso introduttivo con lo scopo di presentare i concetti e le meccaniche di base, tramite lo svolgimento di sei partite contro il computer in condizioni particolari e semplificate. Una volta completato il tutorial non sarà più possibile accedervi nuovamente.
Il gioco è strutturato su quattro modalità principali:
La Modalità Gioco: è la modalità che consente al giocatore di affrontare senza alcun costo un altro giocatore reale via internet sfruttando il servizio di Battle.net. Questa modalità è suddivisa a sua volta in due sotto-modalità:
- Classificata: i propri risultati contribuiscono a posizionarsi in una classifica ufficiale della stagione di gioco in corso (ovvero il mese corrente). Le vittorie faranno avanzare la propria posizione in classifica, composta da 25 gradi, mentre la sconfitta farà perdere posizioni. Terminata la stagione i giocatori accedono alla stagione successiva indietreggiando di 4 gradi nella loro posizione (ad esempio se finisco la stagione gennaio 2019 con il grado 5, accedo alla stagione febbraio 2019 con il grado 9).
- Non classificata: vere e proprie partite amichevoli, che non influenzano la propria posizione in classifica. Permettono di testare le strategie del proprio mazzo  e consentono il completamento delle proprie missioni.

Entrambe le modalità seguono un algoritmo di collocamento che permette di associare ogni volta fra loro due giocatori di simile livello.
Dopo l'espansione Sussurri degli Dei Antichi queste due modalità sono state divise in Standard in cui sono ammesse solo carte delle ultime espansioni, e Selvaggio che consente l'utilizzo di tutte le carte del gioco. L'elenco delle carte standard sono aggiornate ogni anno coerentemente con le varie espansioni che nel tempo vengono pubblicate.
La Modalità Arena, accessibile solo utilizzando crediti guadagnati nel gioco stesso o denaro reale, permette partite con mazzi casuali, obbligando di scegliere al giocatore ripetutamente tra 3 carte casuali, di rarità uguale, fino al completamento di un mazzo da 30. L'Arena continua fino alla dodicesima vittoria o alla terza sconfitta (entrambe non consecutive). Al termine viene sempre data come ricompensa una bustina di carte, più altre ricompense che variano a seconda del numero di vittorie ottenuto.
La Modalità Avventura consente all'utente di giocare una partita contro il computer. Al suo interno sono disponibili quattro sotto-categorie, ma in precedenza erano cinque. La prima, chiamata Allenamento, permette di giocare contro il "Locandiere" di Hearthstone una generica partita senza regole speciali, ma è anche utilizzata inizialmente per sbloccare i differenti mazzi di carte ed è dotata di due livelli di difficoltà (Normale ed Esperto), differenti per la qualità di carte disponibili all'avversario; la seconda, La maledizione di Naxxramas, è la prima delle avventure vere e proprie, basata sull'incursione omonima in World of Warcraft, e consente di ottenere 30 carte sconfiggendo i boss all'interno. La maledizione di Naxxramas è disponibile divisa in ali, aperte una alla settimana per un totale di 5, di cui la prima è stata aperta gratuitamente il 22 luglio 2014; le successive 4 ali devono essere acquistate per divenire accessibili (700 monete d'oro l'una o circa 18€ per tutte). Dalla prima settimana di ottobre 2014 anche la prima ala di Naxxramas è diventata a pagamento (700 monete d'oro) portando il costo totale dell'avventura a circa 22 €. Con l'uscita dell'espansione "Sussurri degli Dei Antichi", La maledizione di Naxxramas è stata resa impossibile da acquistare ed è uscita dalla modalità "Standard", tuttavia le sue carte possono essere create nella collezione del giocatore pur non avendo giocato l'avventura. La terza, Massiccio Roccianera, è la seconda avventura simile a Naxxramas e la prima ala è stata aperta il 3 aprile 2015. La quarta, la Lega degli Esploratori, è stata aperta nello stesso anno del Massiccio Roccianera e presenta più carte rispetto alle avventure precedenti. La quinta e per ora ultima sotto-categoria è l'avventura Una notte a Karazhan, aperta il 12 agosto 2016. A differenza di Naxxramas e del Massiccio Roccianera, che presentano cinque ali ciascuna, la Lega degli Esploratori e Karazhan ne presentano solo 4.
La Modalità Rissa è una modalità di gioco le cui regole variano ogni settimana e consiste nell'affrontare partite in condizioni particolari. Offre in ricompensa una busta classica quando si vince la prima partita della settimana.
Esiste inoltre il Duello che consiste nella sfidare, in modalità gioco o rissa, uno dei contatti presenti nella propria lista amici di Battle.net.

### Missioni e oro di gioco
Ogni giorno, con la possibilità di accumularne un massimo di 3, al giocatore viene assegnata una missione, al cui completamento egli riceverà una certa quantità di oro di gioco come ricompensa (di solito 40 o 60 monete). Le missioni possono essere di vario tipo (come '"Vinci 2 partite con il Mago o lo Sciamano'" o "Infliggi 100 danni agli eroi nemici") e possono essere completate esclusivamente in partite in modalità gioco, arena o rissa. Se si hanno già tre missioni, non se ne riceveranno altre finché almeno una di esse non sia stata completata.
Oltre che completando le missioni, l'oro può essere ottenuto vincendo partite in modalità gioco (ogni 3 partite vinte vengono infatti ottenute 10 monete, per un massimo di 100 al giorno ottenute in questo modo), come ricompensa a seconda del numero di vittorie ottenute nell'Arena e come premio per aver compiuto determinate imprese (come aver portato tutti gli eroi almeno al livello 10).
Una bustina di carte può essere comprata per 100 monete d'oro. L'accesso all'Arena per 150.

### Carte
Parte fondamentale del gioco è anche la "Collezione" di carte ottenute, dalla quale è possibile consultare, disincantare e creare mazzi con le proprie carte.
Tutte le carte, fuorché quelle base, sono suddivise per rarità, evidenziata da una gemma incastonata nella carta stessa: bianca per comune, blu per rara, viola per epica e arancione per leggendaria. Tali carte possono essere anche disincantate, ovvero distrutte per ricavarne della "polvere arcana", ossia un reagente che può essere utilizzato per creare altre carte.

#### Tipologie
Le carte di Hearthstone possono essere suddivise in quattro categorie principali: le carte servitore, le carte magia,  le carte arma e le carte eroe.
Le carte servitore, quando giocate, evocano sul tavolo di gioco il servitore ad esse associato che, normalmente, ha bisogno di un turno di tempo per diventare attivo e poter attaccare. La maggior parte dei servitori sono accessibili da tutte le classi, mentre alcuni solo da una in particolare. Ogni servitore ha un proprio valore di attacco e salute e può essere usato, quando attivo, per attaccare l'eroe o i servitori nemici una volta per turno. Quando un servitore viene attaccato da un altro servitore, l'attaccante riceve danni pari all'attacco del bersaglio.
Le carte servitore, inoltre, possono appartenere ad una specifica "tribù" o "razza": l'appartenenza o meno ad una di queste categorie indica una sinergia con gli effetti di alcune carte presenti nel gioco. Le “Tribù” al momento presenti nel gioco sono otto: Bestia, Demone, Drago, Elementale, Robot, Murloc, Pirata e Totem.
Le carte magia sono invece carte che, quando giocate, producono un particolare effetto (incantesimo), dopodiché vengono scartate. Un caso particolare è costituito dalle carte con l'abilità Segreto, il cui effetto si risolve soltanto in certe condizioni nei turni successivi (in generale nei turni dell'avversario). Queste carte possono infliggere danni, distruggere servitori, potenziare i propri servitori, far pescare carte e varie combinazioni di questi stessi effetti.
Le carte arma sono carte che fanno equipaggiare appunto un'arma all'eroe del giocatore che le usa e sono disponibili solo per alcune classi. Un'arma in Hearthstone ha a sua volta due caratteristiche: attacco e durabilità. Se un eroe ha un'arma equipaggiata, può attaccare come se fosse un servitore un numero di volte pari all'integrità dell'arma e solo una volta per turno. Se l'eroe attacca un servitore, riceverà, con la stessa regola che vale per i servitori in generale, danni pari all'attacco del servitore.
Le carte eroe si sostituiscono a quello vecchio con un grido di battaglia, dandogli Armatura e un nuovo potere eroe. A differenza di alcune carte (Lord Jaraxxus) fungono da "copertina" per il vecchio eroe lasciandone invariata la salute.

#### Abilità
Spesso le carte possiedono delle abilità (contraddistinte da un testo sotto la figura) che le conferiscono poteri e caratteristiche uniche.
Le abilità più comuni sono indicate da parole chiave (ad esempio Grido di Battaglia) e presentano dei simboli e\o effetti speciali presenti sulla carta stessa; altre abilità sono meno specifiche e riportano una descrizione dettagliata sull'effetto che provocano.
Le abilità delle carte possono attivarsi nel proprio turno effettuando azioni sulle carte stesse (pesca, scarto, attacco, evocazione, lancio di una magia...) oppure nel turno dell'avversario in risposta a determinati eventi (ad esempio Contrasto). I loro effetti sul campo di gioco possono essere limitati alla loro presenza sul campo stesso, oppure essere permanenti per la restante durata della partita.

### Mazzi ed Eroi
Con l'eccezione delle partite giocate in Modalità Arena, in cui i mazzi usati sono creati con regole speciali, nelle altre modalità è possibile usare dei mazzi base o dei mazzi personalizzati. Le classi di mazzi tra cui scegliere sono nove ed ognuna corrisponde appunto ad una "classe" e ad un "eroe" dell'universo di World of Warcraft. Ad ognuno di loro è inoltre associato un potere eroe dal costo di 2 cristalli di mana, che può essere usato solitamente una volta per turno. Per usare un mazzo base è sufficiente selezionare uno dei nove eroi disponibili (ognuno dei quali corrisponde ad un mazzo) nella sezione appunto denominata "Mazzi base".
Per usare un mazzo personalizzato sarà invece necessario crearne uno dall'interfaccia di gioco Collezione Personale. Per creare un mazzo bisogna selezionare un eroe (e quindi quella classe), e scegliere poi 30 carte da usare tra quelle disponibili. Si è vincolati, tuttavia, a non poter usare più di due copie della stessa carta (non più di una copia della stessa carta se leggendaria) e a poter usare solo le carte non generiche associate alla classe di mazzo scelta (se scelgo di creare un mazzo "Mago" non potrò includervi carte esclusive del mazzo "Guerriero").

## Fonti di remunerazione
Hearthstone è giocabile gratuitamente (free to play). Le forme di scambio sono il denaro reale e i crediti ("gold"), accumulabili tramite quest giornaliere. Tutte le carte (con l'eccezione della carte Gelbin Meccatork versione dorata, ottenuta come ricompensa per chi ha utilizzato denaro reale durante la fase beta del gioco e della versione dorata della carta Elite Tauren Chieftain, parte del pacchetto di acquisto dei biglietti della Blizzcon 2013, le cui versioni non-dorate possono comunque entrambe essere create utilizzando la polvere arcana) e i contenuti sono ottenibili spendendo denaro reale o utilizzando crediti del gioco. L'utilizzo di fondi reali rende estremamente più rapida la collezione delle carte, determinando un vantaggio concreto. Pacchetti accessibili nell'interfaccia Negozio, così come l'accesso all'Arena, possono essere acquistabili sia con denaro reale sia con i crediti del gioco.
In alcune interviste gli sviluppatori hanno accennato alla possibilità che, in futuro, vengano aggiunti a pagamento dei pacchetti di elementi cosmetici e di personalizzazione che non comportino vantaggio di gioco a chi li acquista, come la possibilità di usare eroi diversi per la stessa classe (come Magni Barbabronzea al posto di Garrosh quando si usa il mazzo guerriero) e tavoli di gioco con grafiche particolari.

## Doppiaggio
Di seguito sono riportati i doppiatori che hanno prestato la voce ai principali personaggi del videogioco:
| Personaggio               | Doppiatore italiano  |
| ------------------------- | -------------------- |
| Il locandiere             | Gianluca Iacono      |
| Jaina Marefiero           | Mavi Felli           |
| Uther l'Araldo della Luce | Gianni Gaude         |
| Millhouse Manalampo       | Gianni Gaude         |
| Guardiano dei Re          | Gianni Gaude         |
| Ombra di Naxxramas        | Gianni Gaude         |
| Anduin Wrynn              | Massimo Di Benedetto |
| Rexxar                    | Riccardo Lombardo    |
| Garrosh Malogrido         | Roberto Draghetti    |
| Thrall                    | Mario Zucca          |
| Alamorte                  | Mario Zucca          |
| Valeera Sanguinar         | Jolanda Granato      |
| Malfurion Grantempesta    | Cesare Rasini        |
| Gul'dan                   | Diego Baldoin        |
| Sylvanas Ventolesto       | Dania Cericola       |
| Magni Barbabronzea        | Stefano Albertini    |
| Alleria Ventolesto        | Chiara Francese      |
| Medivh                    | Paolo Sesana         |
| Lord Jaraxxus             | Tony Fuochi          |
| Baine Zoccolo Sanguinario | Tony Fuochi          |
| Ragnaros                  | Alberto Olivero      |
| Pezzacarne                | Marco Balbi          |
| Gran Signore Omokk        | Marco Balbi          |
| Bucaniere Acquanera       | Marco Balbi          |
| Corsaro Velerosse         | Marco Balbi          |
| Custode Mogu'Shan         | Marco Balbi          |
| Thaurissan                | Marco Balbi          |
| Distruttore Draconide     | Marco Balbi          |
| Abominio                  | Renzo Ferrini        |
| Demone guardiano          | Renzo Ferrini        |
| Elite Kor'Kron            | Renzo Ferrini        |
| Gruul                     | Renzo Ferrini        |
| Pacificatore Aldor        | Renzo Ferrini        |
| Thalnos                   | Renzo Ferrini        |
| Sputafango                | Renzo Ferrini        |
| Bandito di Defias         | Oliviero Corbetta    |
| Protettore d'argento      | Oliviero Corbetta    |
| Cultista oscuro           | Marco Balzarotti     |
| Feugen                    | Marco Balzarotti     |
| Mekgeniere Termospin      | Francesco Mei        |
| Mietinemici 4000          | Francesco Mei        |
| Piegalamiere              | Francesco Mei        |
| Bruto Ogre                | Claudio Moneta       |
| Tecnoingegnere            | Claudio Moneta       |
| Epuratore Scarlatto       | Maurizio Merluzzo    |
| Micro-Macchina            | Maurizio Merluzzo    |
| Osservatore               | Maurizio Merluzzo    |

Il doppiaggio italiano è stato realizzato dalla Synthesis International di Milano, con la direzione di Leonardo Gajo.